# Гідродинамічне дослідження пластів і свердловин
Гідродинамічне дослідження пластів і свердловин (рос. гидродинамические исследования пластов и скважин; англ. hydrodynamic investigation of wells and seams; нім. hydrodynamische Untersuchungen f pl von Flözen n pl und Bohrlöchern n pl) — комплекс методів визначення фільтраційних характеристик пластів-колекторів і параметрів, що характеризують продуктивність видобувних і нагнітальних свердловин. 

## Загальний опис
В основі гідродинамічного дослідження — експериментальне вивчення взаємозв'язку між дебітами (приймальністю) свердловин і тиском у різних точках пластів при усталеному (стаціонарному) і неусталеному (нестаціонарному) режимах фільтрації.
Гідродинамічні методи дослідження засновані на розв'язанні обернених задач підземної гідромеханіки. При цьому використовують рівняння збереження маси й імпульсу у фільтраційному русі, що пов'язують досліджувані параметри пласта з безпосередньо вимірюваними в процесі фільтрації газу в пласті, такими як витрата, вибійний і пластовий тиски в часі.
Дослідження газових, газоконденсатних, нафтових і водяних пластів і свердловин ведеться в процесі буріння, розвідки структур, дослідної та промислової експлуатації родовищ і підземних сховищ.
Суть гідродинамічних методів полягає у вимірюванні дебітів і вибійних тисків (або їх зміни в часі). При цьому, на відміну від промислово-геофізичних і лабораторних методів, дослідженнями охоплюється зона дренування великих розмірів, а не локальні області привибійної зони.
Безпосередньо за даними цих методів можна визначити коефіцієнт продуктивності (приймальності) свердловини Ко, коефіцієнт гідропровідності пласта ε, пластовий тиск рпл, коефіцієнт п'єзопровідності пласта к, комплексний параметр к ⁄ rс2 (rс — зведений радіус свердловини), а в поєднанні з геофізичними і лабораторним дослідженнями — коефіцієнт проникності пласта к і зведений радіус свердловини rc, коефіцієнт досконалості свердловини δ, скін-ефект.
Гідродинамічні методи дослідження поділяються на дослідження на усталених режимах фільтрації (метод усталених відборів або пробних відбирань) і на неусталених режимах (метод відновлення вибійного тиску і метод гідропрослуховування).
Ці дослідження виконують служби нафтовидобувних підприємств. Для проведення досліджень свердловин і вимірювань складають план-графік. Рекомендована періодичність здійснення досліджень по кожній свердловині допомагає виявити всі зміни умов роботи покладу та свердловин і передбачає:
- один раз на два роки — проводити гідродинамічні дослідження;

- кожного року — визначати профіль припливів та інтервали обводнення;

- один раз на півріччя — вимірювати пластовий тиск рпл і пластову температуру Тпл, визначати інтервали поглинання, положення ВНК і ГНК у спостережних свердловинах;

- кожного кварталу — вимірювати вибійний тиск рв;

- кожного місяця — вимірювати газовий фактор Gо (при рпл > рн);

- один раз на 1 — 2 тижні — вимірювати газовий фактор Gо (при рпл < рн), дебіти, приймальність, обводненість продукції (рн — тиск насичення нафти газом).

## Технологія і техніка гідродинамічних досліджень і вимірювань
Спосіб експлуатації свердловини накладає технічні обмеження на технологію гідродинамічних досліджень.
Свердловинні прилади для глибинних вимірювань поділяють на автономні (з місцевою реєстрацією) і дистанційні. Місцева реєстрація здійснюється пером на діаграмному бланку, який переміщується за допомогою годинникового приводу. При використанні дистанційних приладів, яким сьогодні віддають перевагу, сигнал передається через несучий електричний кабель і реєструється наземною апаратурою.
Записи на діаграмному бланку обробляють за допомогою різних пристосувань для лінійних вимірювань: мікроскопів, компараторів (переважно польових компараторів типу К-7 з чотири- або десятикратним збільшенням) і відлікових столиків.
При опусканні глибинних приладів у працюючі свердловини з надлишковим тиском на гирлі використовують лубрикатори, які встановлюють на фонтанній арматурі.
Лубрикатор — це труба, що має на одному кінці фланець, а на іншому — сальник для ущільнення дроту або кабелю, на якому опускається прилад у свердловину.
Автономні прилади опускають за допомогою глибинних лебідок або спеціального обладнання для дослідження свердловин, на дроті діаметром 1,6 — 2,2 мм, а дистанційні прилади — на кабелі за допомогою автоматичної станції, яка, крім каротажної лебідки, має наземну вимірювальну апаратуру.
Інтервал опускання приладів контролюється за механічними лічильниками або електричним лічильником глибини.
У високодебітних свердловинах до глибинного приладу підвішують вантажну штангу для збільшення ваги та забезпечення стабільного опускання приладу при висхідному потоці флюїдів.
З метою недопущення аварійних ситуацій, пов'язаних із пошкодженням кабелю або з утворенням петель на дроті, застосовують спеціальне обладнання, яке встановлюється між лубрикатором і фонтанною арматурою.
Прямі вимірювання тиску здійснюють свердловинними манометрами: а) геліксними (автономними, наприклад, типу МСУ, МГН-2, МГТ-1, дистанційними типу МГН-5);
б) пружинно-поршневими (автономними, наприклад, типу МГН-1, МПМ-4 і дистанційними типу МГД-36);
в) дифманометрами (прямої дії, наприклад, ДГМ-4М і компенсаційними «Онега-1», «Ладога-1») з діаметром корпусу 25 — 36 мм, верхні межі зміни абсолютного тиску — до 100 МПа, найбільший робочий тиск дифманометрів 40 МПа, діапазон робочих температур від — 10 °С до + 400 °С.
Для вимірювання дебітів (витрат) рідини використовують дистанційні дебітоміри (наприклад, типу РГД-2М, «Кобра-36Р», ДГД-6Б, ДГД-8) і витратоміри (наприклад, типу РГД-3, РГД-4, РГД-5). Діаметр корпусів дебітомірів 26 — 42 мм, межі вимірювання 5 — 200 м3/добу, робочий тиск і температура 20 — 35 МПа та 70 — 100 °С. Діаметр корпусів для витратомірів 42 — 110 мм, межі вимірювання 20 — 3000 м/добу, робочий тиск і температура 50 МПа, 120 °С.
У дебітомірах використовують пакери парасолькового і ліхтарного типів, які розкриваються за допомогою двигунів, а також абсолютні пакери, які розкривають за допомогою насосів.
Витратоміри, зазвичай, є безпакерними. Витратомір «Терек-3» із парасольковим безприводним пакером застосовується для вимірювання витрати гарячої води. Термокондуктивні свердловинні витратоміри (наприклад, типу СТД-2, СТД-4, СТД-16) застосовуються як індикатори руху рідини, особливо в діапазоні малих швидкостей. Їх діаметри — 16 — 36 мм, чутливість — 0,5 м /добу, температура застосування — до 80 °С.
Використовуються комплексні прилади: свердловинні витратоміри-вологоміри, наприклад, ВРГД-36, «Кобра-36РВ», дистанційний прилад ДРМТ-3 (для вимірювання тиску до 60 МПа і температури до 180 °С у фонтанних і насосних свердловинах), комплексна апаратура «Потік-5» (для вимірювання тиску до 25 МПа, температури до 100 °С, витрати 6 — 60 або 15 — 150 м3/добу і вологості рідини до 100 %; діаметр корпусу 40 мм; обладнаний локатором суцільності, що забезпечує точне прив'язування даних до розрізу свердловини).

## Гідродинамічні дослідження свердловин на усталених режимах
Дослідження проводять з метою контролю продуктивності свердловини, вивчення впливу режиму роботи на продуктивність та оцінки фільтраційних властивостей пласта, тобто отримання і оброблення індикаторної діаграми (лінії) свердловини — залежності її дебіту Q від депресії тиску Δр, тобто Q(Δр), де депресія тиску Δр = рпл — рв.
Технологія дослідження полягає в безпосередньому вимірюванні дебіту видобувної свердловини Q (або приймальності нагнітальної свердловини) і відповідних їм значень вибійного тиску рв послідовно на кількох (не менше трьох), попередньо забезпечених, усталених режимах роботи.
Тривалість стабілізації режиму роботи залежить від фільтраційної характеристики пласта; яка, зазвичай, оцінюється дослідним шляхом (рядом послідовних вимірювань дебіту Q до настання сталої величини) і становить від кількох годин до 2 — 5 діб.
Дебіт вимірюють на групових вимірювальних установках, наприклад, типу «Супутник» або (на необлаштованих площах) за допомогою індивідуальних вимірювальних установок, які містять трап і вимірювальну ємність. Дебіт газу вимірюють на вимірювальних установках турбінними лічильниками (типу Агат-1), а на індивідуальних вимірювальних установках (на виході з трапу) — турбінними лічильниками або за допомогою дифманометрів із дросельними пристроями. Приймальність водонагнітальних свердловин на КНС вимірюють лічильниками або витратомірами діафрагмового типу.
Одночасно визначають газовий фактор і відбирають із викидних ліній (або із вимірних ємностей) рідинні проби для визначення в лабораторіях обводненості та наявності піску.
Пластовий тиск рпл вимірюють у зупинених свердловинах, переважно під час здійснення ремонтних робіт, коли тиск у свердловині стабілізувався, потім будують графіки його зміни в часі, екстраполюючи на дату дослідження. Є й інші методи визначення пластового тиску.
За результатами дослідження будують індикаторні діаграми. Значення масового дебіту в поверхневих умовах обчислюють шляхом ділення їх на густину розгазованої рідини, а значення об'ємного дебіту в поверхневих умовах перераховують на пластові умови за допомогою об'ємного коефіцієнта b, перемножуючи виміряне значення об'ємного дебіту на об'ємний коефіцієнт b.

## Гідродинамічні дослідження свердловин і пластів на неусталених режимах
Метою цих досліджень є оцінка гідродинамічної досконалості свердловини, фільтраційних властивостей та неоднорідності властивостей пласта при зміні тиску (отримання і оброблення кривої зміни тиску в часі).
Технологія дослідження полягає у вимірюванні параметрів роботи свердловини (дебіту або приймальності, тиску) на усталеному режимі, відтак у зміні режиму роботи (дебіту або приймальності) і вимірюванні тиску на вибої або на гирлі «збурюючої» чи реагуючої свердловин. Вибійний тиск вимірюють протягом не менше 30 хв глибинним абсолютним або диференційним манометром на усталеному режимі під час експлуатації свердловини, а зміну тиску — до 2 — 10 год, що встановлюється в ході дослідження.
Досліджують видобувні, нагнітальні, спостережні і п'єзометричні свердловини. Особливості дослідження зумовлюються способом їх експлуатації.
Теорію дослідження розроблено для умов пружного режиму, коли вибійний тиск рв — рн, де рн — тиск насичення нафти газом. Допускається проводити дослідження видобувних свердловин, коли рв < рн, але не більше, ніж на 15 %, якщо в районі досліджуваної свердловини рпл > рн.
У цій групі досліджень основними є методи відновлення (зниження) тиску і гідропрослуховування пласта.

## Гідропрослуховування пласта
Відмінність цього методу полягає в тому, що в одній свердловині спричиняється збурення тиску (пуск, зупинка свердловини або ступінчаста зміна дебіту), а в іншій або кількох інших, віддалених від неї реагуючих (спостережних або простоюючих) свердловинах фіксується зміна тиску на вибої в часі. Оскільки ці зміни тиску є невеликими, тому їх реєструють дифманометрами або за рівнем рідини у свердловині з використанням п'єзографів, які опускають у свердловину нижче рівня рідини в ній.
Метод дає змогу визначити усереднені параметри пласта між збурювальною і реагуючою свердловинами, а також деякі його неоднорідності.
Є модифікації методу, які відрізняються за характером спричинених у пласті хвиль тиску (у вигляді імпульсів, гармонійних коливань тощо).
Для отримання надійних результатів мають бути відсутні сторонні збурення тиску (пуски, зупинки сусідніх свердловин), що складно забезпечити на практиці.